# BMW・7シリーズ
7シリーズ（英語名: 7 Series、ドイツ語名: 7er）は、ドイツの自動車メーカー、BMWが製造・販売している大型高級セダンである。

## 概要
E3系を前身とする大型サルーンである。他のライバルの多くがショーファードリブンカー（オーナーは後席に座り、専従の運転手がハンドルを握る）としての性格を強く持つ中、7シリーズはオーナー自らがハンドルを握る車（オーナードリブンカー）としての性格を強調している点が特徴である。
車名の後のアルファベットは、iがフューエルインジェクション、Aがオートマチックトランスミッション、Lがロングホイールベース、dがディーゼルエンジンを表す。

## 初代 E23（1977年-1986年）

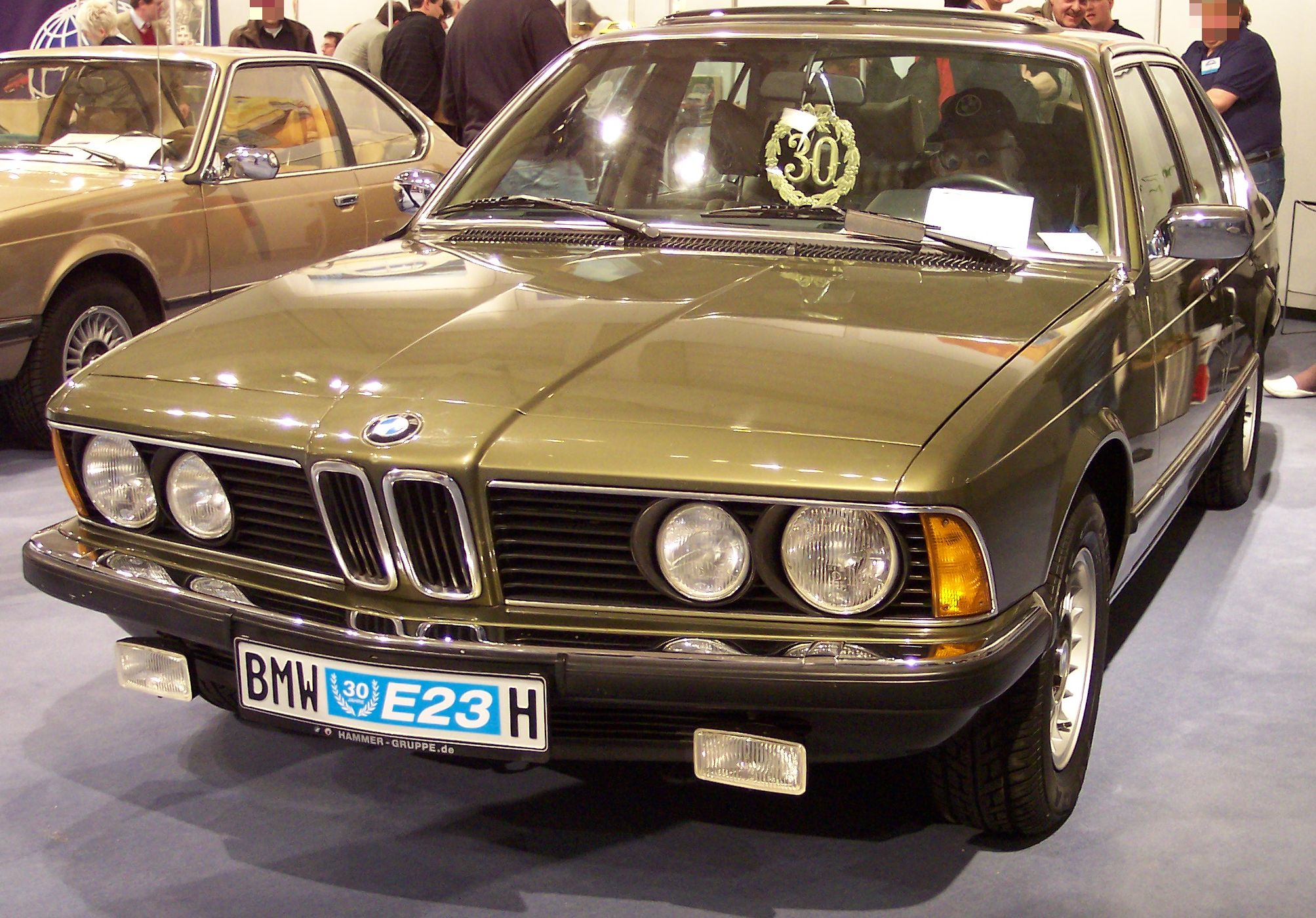
前期型

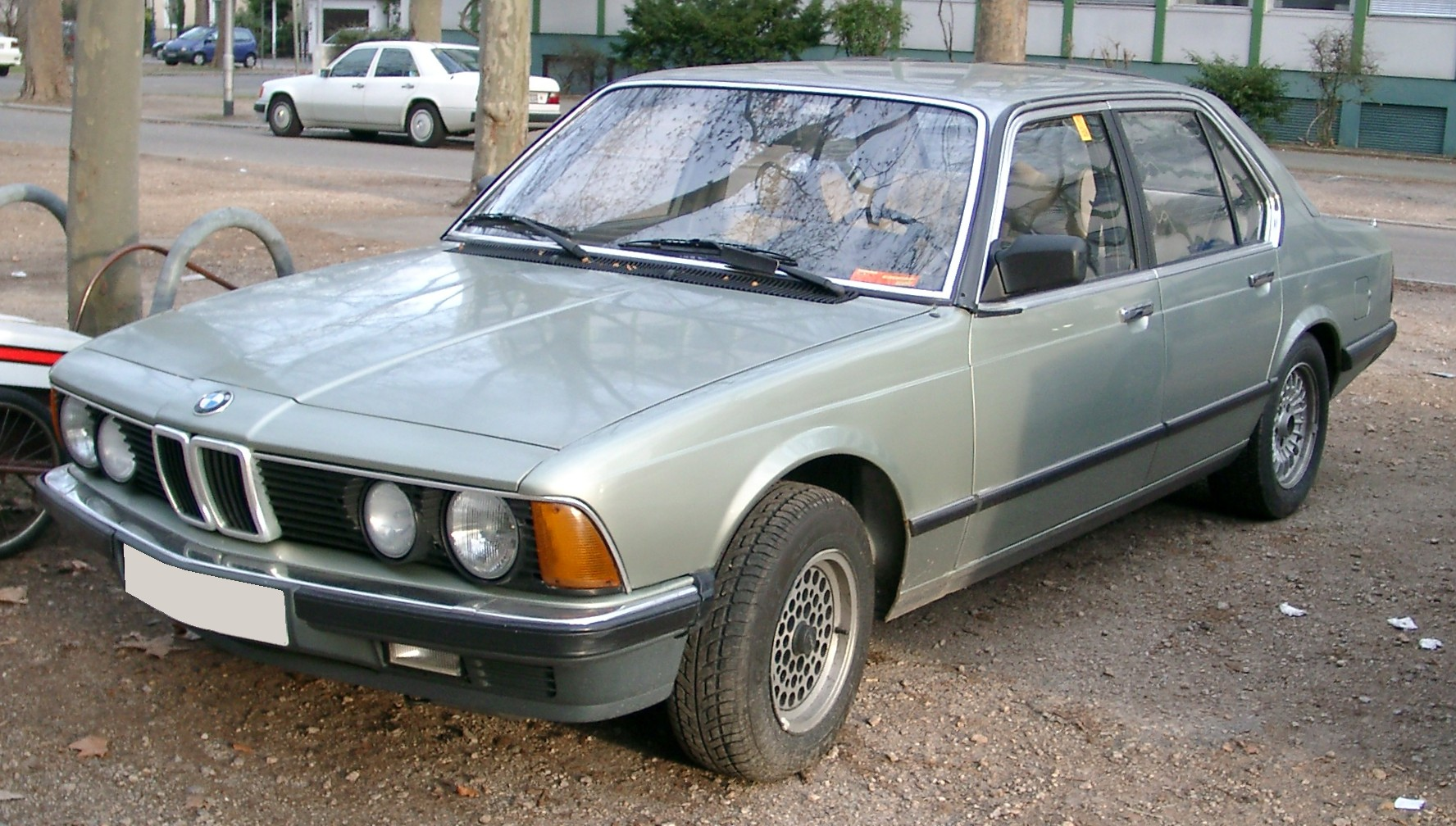
後期型

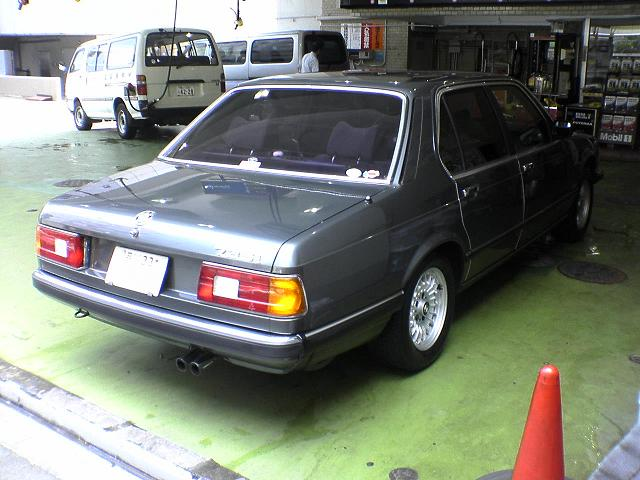
735i 後期型 リア

1970年代に実施されたモデル改称により「7シリーズ」となる。前年に登場した6シリーズ（E24）同様の流麗なスタイルを採用するが、プラットフォームは6シリーズが5シリーズベースであるのに対し、7シリーズでは専用設計となる。
従来の車ではショーファードリブン向けとしてロングホイールベース仕様が存在したが、7シリーズにおいてはボディそのものを大型化することによりこれを解消した。これによりマーケットではメルセデス・ベンツ・Sクラスと完全に競合することになる。
エンジンはE3系から引き継いだ直列6気筒エンジン（ビッグ・シックス）を全車に搭載し、ラインナップはキャブレター仕様の728と730、インジェクション仕様のトップモデルは3.3リッターの733iになった。また研究用にE23ベースの水素自動車も開発された。1979年には全車がインジェクション化され、728i、732i、735iとなる。1980年には2002ターボ以来のターボ車となる745iを追加。1983年に外装をマイナーチェンジし、フロントグリル、バンパー、サイドミラーなどのデザインが変わった。
日本では当初、バルコム・オート・トレイディングが輸入を行っていたが、1981年（昭和56年）のBMWジャパン設立に伴い移管された。
しかし、正規輸入車は厳重な排出ガス対策に伴うパワーダウンが顕著で、日本やアメリカ合衆国に比べて排出ガス規制が遅れていたヨーロッパからの並行輸入が盛んに行われた。また、1980年代中盤はランド安だったことあり、右ハンドル圏である南アフリカからの並行輸入も多く見られた。
| 日本に正規輸入されたモデル | 日本に正規輸入されたモデル | 日本に正規輸入されたモデル           | 日本に正規輸入されたモデル | 日本に正規輸入されたモデル                                     | 日本に正規輸入されたモデル              | 日本に正規輸入されたモデル |
| グレード                   | 発売期間                   | エンジン                             | 排気量                     | 最高出力                                                       | 変速機                                  | 備考 |
| -------------------------- | -------------------------- | ------------------------------------ | -------------------------- | -------------------------------------------------------------- | --------------------------------------- | --- |
| 733iA                      | 1977年-1984年              | 直列6気筒 SOHC                       | 3,210cc                    | 170馬力（ - 1979年） 175馬力（ - 1982年） 180馬力（ - 1984年） | 3速AT                                   | ドイツでは1980年から732iに名称が変更されたが、日本仕様車は最後まで733iのままであった。1983年にはこのエンジンを5シリーズに搭載した533iがデビューしている。 |
| 735iA                      | 1985年 - 1986年            | 直列6気筒 SOHC                       | 3,430 cc                   | 185馬力                                                        | 4速AT（最終型はプログラムセレクター付） | ミシュランTRXタイヤを装備。 |
| 745iA                      | 1985年 - 1986年            | M30型（M30B34） 直列6気筒 SOHCターボ | 3,430 cc                   | 250馬力                                                        |                                         | 標準車の「Bパッケージ」と、バッファローレザーシートなどを装備する豪華版の「Aパッケージ」というグレードが存在。しかし分かりづらかったため、後にそれぞれ「標準車」、「特別仕様車」と改名した。このうち後者では北米向けのL7と同じオールレザー内装にすることも可能だった。当初は4.5 LのV型12気筒を搭載する予定であったが、オイルショックによりその開発を断念せざるを得なかった。 |

## 2代目 E32（1986年 - 1994年）

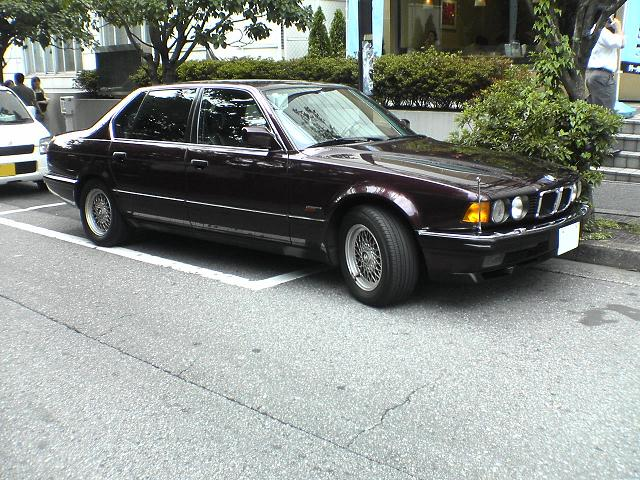
740iL

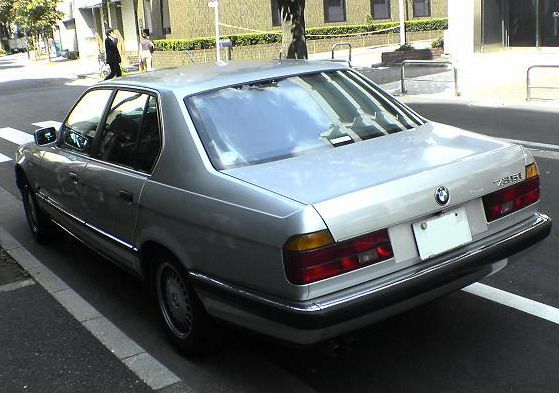
735i

初代と比較してさらに洗練されスマートになったボディが特徴で、空気抵抗係数（Cd値）は0.32を達成した。また、先代で実現できなかったV型12気筒エンジンがついに完成し、750i/iLは第二次世界大戦後のドイツ車で初のV型12気筒エンジン搭載車となった。750iLの登場を受け、メルセデス・ベンツではW140の開発がずれ込むことになる。
トランスミッションは4速もしくは5速ATに加え、5速MTも存在したが、日本にはAT車のみが正規輸入された。
| 日本に正規輸入されたモデル | 日本に正規輸入されたモデル | 日本に正規輸入されたモデル | 日本に正規輸入されたモデル | 日本に正規輸入されたモデル | 日本に正規輸入されたモデル |
| グレード                   | 製造年                     | エンジン                   | 排気量                     | 最高出力                   | 備考 |
| -------------------------- | -------------------------- | -------------------------- | -------------------------- | -------------------------- | --- |
| 735iA                      | -1992年                    | 直列6気筒 SOHC             | 3,430 cc                   | 211馬力                    | 最終年には、ウッド部分をエボニーとした、特別仕様車が用意された。 この時期すでにV8の4.0 L/3.0 Lモデルが発表されており、生産調整の意味合いもあった。 |
| 735iLA                     | 1988年 - 1992年            | 直列6気筒 SOHC             | 3,430 cc                   | 211馬力                    | |
| 750iLA                     | 1988年 - 1994年            | V型12気筒 SOHC             | 4,987 cc                   | 300馬力                    | 後席中央にコンソールを設け2人掛けとし、乗車定員を4人とした豪華な750iLAハイラインも販売された。                                                     |
| 730iA                      | 1991年 - 1993年            | 直列6気筒 SOHC             | 2,986 cc                   | 188馬力                    | 右ハンドルのみの設定。730iA-V8が発売された後も、価格上昇による顧客離れが懸念されたために併売された。                                               |
| 750iA                      | 1991年 - 1994年            | V型12気筒 SOHC             | 4,987 cc                   | 300馬力                    | |
| 730iA-V8                   | 1992年 - 1994年            | V型8気筒 DOHC              | 2,996 cc                   | 218馬力                    | ムービングパーツやフライホイールを過度に軽量化したため、アクセルオフと同時に大きなフリクションを感じる、 回転フィールの良くないものであった。      |
| 740iA 740iLA               | 1992年 - 1994年            | V型8気筒 DOHC              | 3,981cc                    | 286馬力                    | モデル末期の1994年に専用のレザーシート、木目パネルを装備した「740i/iLエディション7」が発売される。                                                 |

## 3代目 E38（1994年 - 2001年）
3代目7シリーズ。当時の3シリーズ（第3世代／E36）に似せたヘッドランプを採用。空気抵抗係数（Cd値）は0.30である。エンジンは750の排気量拡大を除けば基本的に従来モデルを踏襲する。
1996年に740の排気量拡大と同時にトランスミッションが変更され、全車マニュアルモード付きのステップトロニックを搭載した。1998年にはフェイスリフトを行うと共に、V型8気筒モデルにエアロパーツやスポーティーな内装のMスポーツ仕様が追加される。日本で導入されたモデルは下表のとおりになるが、欧州ではV型8気筒DOHCのディーゼル車740dが発売された。また1997年に発売されたL7は750iLのホイールベースを250 mm延長し、後席の居住性を上げたストレッチリムジンである。後席に大型センターコンソールが付加され、乗車定員は4人。東アジア（日本など）および中東、欧州地域のみで販売されたモデルである。その他728i、728iL、730i、730iL、735iL、740iL、725tds、730dなどのモデルも製造されたが、日本には正規輸入されなかった。また、ハノーヴァー万国博覧会での移動用に水素エンジン仕様の750hLも少数製造された｡
730i等には5速あるいは740iのみ6速マニュアル仕様車も存在したが、これも、日本には正規輸入されず、下記、日本正規輸入モデルのオートマチックやステップトロニック車のみが輸入された。
| 日本に正規輸入されたモデル | 日本に正規輸入されたモデル | 日本に正規輸入されたモデル | 日本に正規輸入されたモデル | 日本に正規輸入されたモデル |
| グレード                   | 製造年                     | エンジン                   | 排気量                     | 最高出力                   |
| -------------------------- | -------------------------- | -------------------------- | -------------------------- | -------------------------- |
| 740i                       | -1996年                    | V型8気筒 DOHC              | 3,981 cc                   | 286馬力                    |
| 750iL                      | 1995年 - 2001年            | V型12気筒 SOHC             | 5,379 cc                   | 326馬力                    |
| 735i                       | 1996年 - 2001年            | V型8気筒 DOHC              | 3,497cc                    | 235馬力                    |
| 740i                       | 1996年 - 2001年            | V型8気筒 DOHC              | 4,398 cc                   | 286馬力                    |
| L7                         | 1997年 - 2001年            | V型12気筒 SOHC             | 5,379 cc                   | 326馬力                    |

## 4代目 E65／E66／E67／E68（2001年 - 2009年）
4代目7シリーズ。E65はノーマル・ホイールベース、E66はロング・ホイールベース、E67は防弾仕様（BMW High Security）、E68はハイドロジェン仕様（Hydrogen 7）のモデルコードである。先代のE38よりボディーサイズが拡大したが、空気抵抗係数（Cd値）は0.29である。
特徴的なエクステリアデザインと新開発バルブトロニック搭載エンジン、革新的な操作系のインターフェイス（iドライブ）など、新技術が数多く搭載された。2005年に大規模なフェイスリフトを行うと共に、V型8気筒エンジンが変更され、「735i」「745i/Li」がそれぞれ「740i」「750i/Li」に置換された。

### 日本での販売
| E65/E66（2001年 - 2005年） / E65LCI/E66LCI（2005年 - 2009年） | E65/E66（2001年 - 2005年） / E65LCI/E66LCI（2005年 - 2009年） | E65/E66（2001年 - 2005年） / E65LCI/E66LCI（2005年 - 2009年） | E65/E66（2001年 - 2005年） / E65LCI/E66LCI（2005年 - 2009年） | E65/E66（2001年 - 2005年） / E65LCI/E66LCI（2005年 - 2009年） | E65/E66（2001年 - 2005年） / E65LCI/E66LCI（2005年 - 2009年） | E65/E66（2001年 - 2005年） / E65LCI/E66LCI（2005年 - 2009年） | E65/E66（2001年 - 2005年） / E65LCI/E66LCI（2005年 - 2009年） |
| グレード                                                      | 型式                                                          | 排気量（cc）                                                  | エンジン                                                      | 最高出力（ps/rpm）                                            | 最大トルク（kgm/rpm）                                         | 変速機                                                        | 駆動方式                                                      |
| ------------------------------------------------------------- | ------------------------------------------------------------- | ------------------------------------------------------------- | ------------------------------------------------------------- | ------------------------------------------------------------- | ------------------------------------------------------------- | ------------------------------------------------------------- | ------------------------------------------------------------- |
| 735i（2001年 - 2005年）                                       | N62B36A                                                       | 3,591                                                         | V型8気筒DOHC                                                  | 272/6,200                                                     | 36.7/3,700                                                    | 6速AT                                                         | 後輪駆動                                                      |
| 740i（2005年 - 2009年）                                       | N62B40A                                                       | 3,999                                                         | V型8気筒DOHC                                                  | 306/6,300                                                     | 39.8/3,500                                                    | 6速AT                                                         | 後輪駆動                                                      |
| 745i/745Li（2001年 - 2005年）                                 | N62B44A                                                       | 4,398                                                         | V型8気筒DOHC                                                  | 333/6,100                                                     | 45.9/3,600                                                    | 6速AT                                                         | 後輪駆動                                                      |
| 750i/750Li（2005年 - 2009年）                                 | N62B48B                                                       | 4,798                                                         | V型8気筒DOHC                                                  | 367/6,300                                                     | 50.0/3,400                                                    | 6速AT                                                         | 後輪駆動                                                      |
| 760Li（2003年 - 2009年）                                      | N73B60A                                                       | 5,972                                                         | V型12気筒DOHC                                                 | 445/6,000                                                     | 61.2/3,950                                                    | 6速AT                                                         | 後輪駆動                                                      |

### ハイドロジェン7（E68）

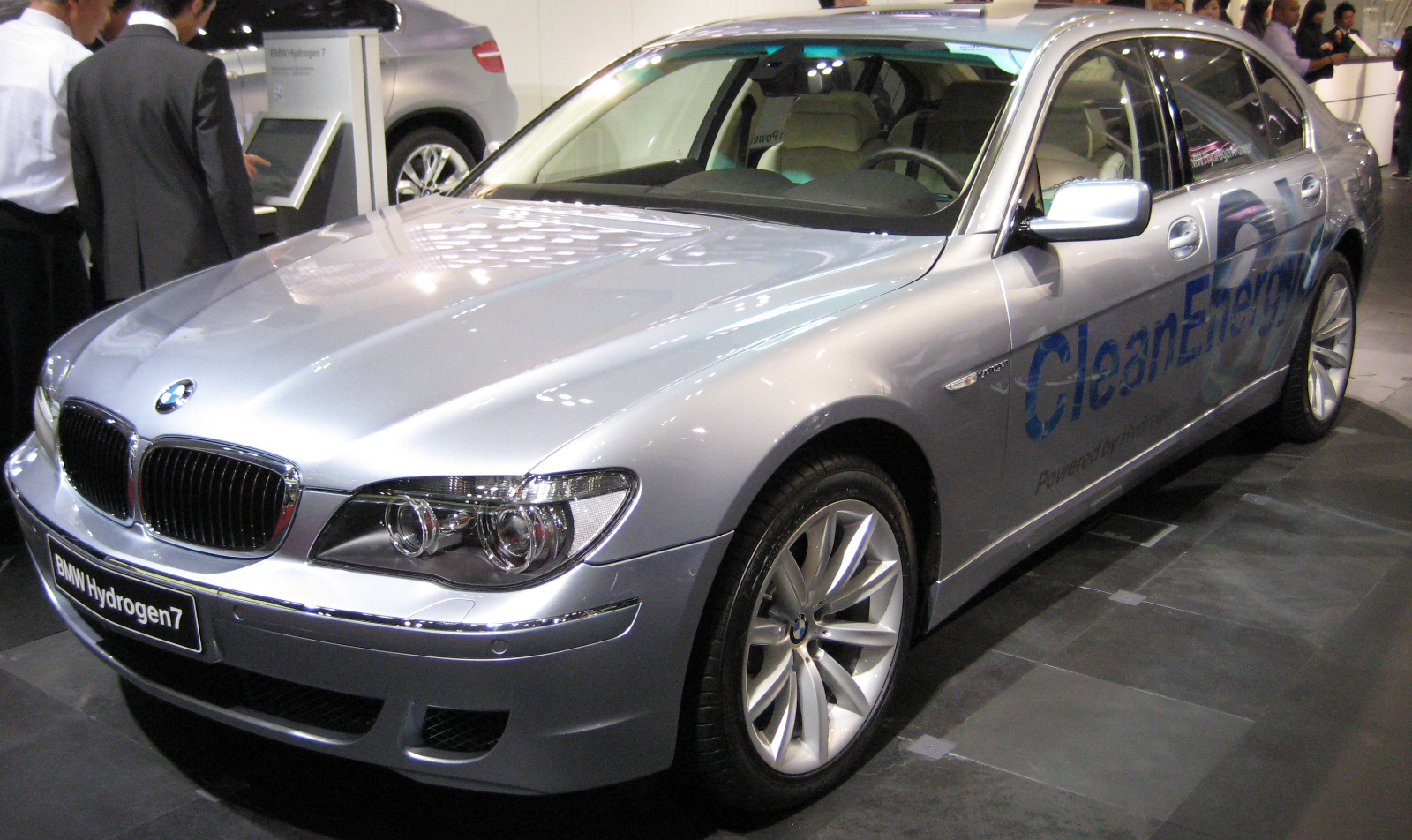
ハイドロジェン7（2007年東京モーターショー展示車）

世界初の量産型水素自動車。760Li（E66）をベースに開発され、2006年11月のロサンゼルスモーターショーでお披露目、2006年末に100台が限定生産された。
水素使用時の性能は下記のようになる。
- 最高出力:194 kW（260馬力）
- 最大トルク:390 N-m（39.8 kgf-m）
- 0-100 km/hの加速:9.5秒
ガソリン使用時5.6秒
- 最高速度:229 km/h
- 燃費:50 L/100 km（リッター2 km：28 km/kg）
ガソリン使用時13.9 L/100 km（リッター7.2 km）
- 航続距離:200 km
- 水素タンク容量:8 kg（液化水素）
ガソリンタンクは容量減

## 5代目 F01／F02／F03／F04（2009年 - 2015年）
5代目7シリーズ。F01はノーマル・ホイールベース、F02はロング・ホイールベース、F03は防弾仕様（BMW High Security）、F04はハイブリッド仕様（ActiveHybrid 7）のモデルコードである。BMWの車種のコードネームで“F”を冠するモデルは、このF01/F02/F03/F04が初めてとなる。
チーフデザイナーはカリム・ハビブで、物議を醸した先代と比べると、スタイリングはよりコンサバティブな方向に改められ、L字型リアコンビネーションランプも久しぶりに採用された。インテリアにおいても先代で採用されたコラムシフトは、5シリーズ、X5などでも採用されているジョイスティックのような形状のフロアシフトに改められている。一方で、最新テクノロジーの数々はさらにアップデートされており、例えばアクティブ・ステアリングの拡張機能として四輪操舵システムが標準設定されている。またiドライブも、コントローラーの周りに各機能を呼び出すショートカットキーを備える最新型が採用されている。
環境への配慮としては、ディーゼルエンジンモデルの730dのCO2排出量が200 g/kmを切っている他、ガソリンエンジンモデルもターボの採用で燃焼効率を向上させ、740iと750iでそれぞれ8.0 km/lと6.6 km/l（ともに10・15モード燃費）を達成させている。また、ハイブリッドカーである「ActiveHybrid 7」も追加し、これは10・15モード燃費で9.3 km/lである。このモデルは4.4LのV8ツインターボにモーターを組み合わせた。日本仕様は左ハンドルのみであった。750iおよびActiveHybridに搭載されたN63B44A型は野心的なエンジンであったが複数の問題点が存在しており、発売後ほどなくしてN63B44B型(世界的にはN63B44O1(N63TU))に換装されている（詳細はBMW・N63エンジンを参照）。
2012年にマイナーチェンジが行われ、LEDヘッドランプが採用された。「ActiveHybrid 7」については動力源が「ActiveHybrid 5」と同じ3.0 L直6ターボ＋モーターに換装され（これら新エンジン搭載車の日本導入は2012年（平成24年）9月26日から）、同時に日本向けに右ハンドル仕様が追加され、燃費もJC08モードで14.2km/lに改善された。

### 日本での販売
- 2009年（平成21年）3月24日に発表され、同日販売が開始された[1]。当初は「740i/Li」「750i/Li」が用意された。6速ATを採用。
- 2009年（平成21年）7月16日、V型12気筒エンジン搭載のフラッグシップモデル「760Li」が発売された[2]。
- 2009年（平成21年）10月29日、ハイブリッドモデルの「ActiveHybrid 7」及び「ActiveHybrid 7L」を発売[3]。
- 2010年（平成22年）11月に横浜で開催されたAPEC首脳会議の首脳移送用車両（本国から専用車両を持参する米国を除く）として外務省に対し「BMW 760Li High Security」（防弾仕様車）が提供された[4]。
- 2012年（平成24年）9月26日、フェイスリフトモデル（F01LCI/F02LCI）が発表された。全車8速ATが搭載されたほか、ActiveHybrid 7/7Lに組み合わされるエンジンが直列6気筒のものに変更された[5]。

なお日本市場においては、海外では販売されているディーゼル車と730i/Li、ショートホイールベースの760i、そして四輪駆動のxDrive搭載車は正規販売されていない。
| F01/F02（2009年 - 2012年）     | F01/F02（2009年 - 2012年） | F01/F02（2009年 - 2012年） | F01/F02（2009年 - 2012年） | F01/F02（2009年 - 2012年）                | F01/F02（2009年 - 2012年）                  | F01/F02（2009年 - 2012年） | F01/F02（2009年 - 2012年） |
| グレード                       | 型式                       | 排気量（cc）               | エンジン                   | 最高出力（ps/rpm）                        | 最大トルク（kgm/rpm）                       | 変速機                     | 駆動方式                   |
| ------------------------------ | -------------------------- | -------------------------- | -------------------------- | ----------------------------------------- | ------------------------------------------- | -------------------------- | -------------------------- |
| 740i 740Li                     | N54B30A                    | 2,979                      | 直列6気筒DOHCツインターボ  | 326/5,800                                 | 45.9/1,500-4,500                            | 6速AT                      | 後輪駆動                   |
| 750i 750Li                     | N63B44A                    | 4,394                      | V型8気筒DOHCツインターボ   | 407/5,500                                 | 61.2/1,750 - 4,500                          | 6速AT                      | 後輪駆動                   |
| 760Li                          | N74B60A                    | 5,972                      | V型12気筒DOHCツインターボ  | 544/5,250                                 | 76.5/1,500-5,000                            | 8速AT                      | 後輪駆動                   |
| ActiveHybrid 7 ActiveHybrid 7L | N63B44A-K210               | 4,394                      | V型8気筒DOHCツインターボ   | 449/5,500-6,000 （システムトータル：465） | 66.3/2,000-4,500 （システムトータル：71.4） | 8速AT                      | 後輪駆動                   |

| F01LCI/F02LCI（2012年 - 2015年） | F01LCI/F02LCI（2012年 - 2015年） | F01LCI/F02LCI（2012年 - 2015年） | F01LCI/F02LCI（2012年 - 2015年） | F01LCI/F02LCI（2012年 - 2015年）    | F01LCI/F02LCI（2012年 - 2015年）              | F01LCI/F02LCI（2012年 - 2015年） | F01LCI/F02LCI（2012年 - 2015年） |
| グレード                         | 型式                             | 排気量（cc）                     | エンジン                         | 最高出力（ps/rpm）                  | 最大トルク（kgm/rpm）                         | 変速機                           | 駆動方式                         |
| -------------------------------- | -------------------------------- | -------------------------------- | -------------------------------- | ----------------------------------- | --------------------------------------------- | -------------------------------- | -------------------------------- |
| 740i 740Li                       | N55B30A                          | 2,979                            | 直列6気筒DOHCターボ              | 320/5,800                           | 45.9/1,300-4,500                              | 8速AT                            | 後輪駆動                         |
| 750i 750Li                       | N63B44B                          | 4,394                            | V型8気筒DOHCツインターボ         | 450/5,500                           | 66.3/2,000 - 4,500                            | 8速AT                            | 後輪駆動                         |
| 760Li                            | N74B60A                          | 5,972                            | V型12気筒DOHCツインターボ        | 544/5,250                           | 76.5/1,500 - 5,000                            | 8速AT                            | 後輪駆動                         |
| ActiveHybrid 7 ActiveHybrid 7L   | N55B30A-M230                     | 2,979                            | 直列6気筒DOHCターボ              | 320/5,800 （システムトータル：354） | 45.9/1,300 - 4,500 （システムトータル：51.0） | 8速AT                            | 後輪駆動                         |

## 6代目 G11/G12（2015年 - 2022年）
2015年6月10日、第6世代となる7シリーズが発表された。なお、G11は通常のホイールベース、G12はロングホイールベースのモデルコードである。
「i3」や「i8」で培われた炭素繊維技術を用いたボディ構造「カーボン・コア」を採用することにより従来比最大130 kgの軽量化が図られている。Aピラー、Bピラー、Cピラー、サイドシル、フロアトンネル、天井フレームなど応力の集中する部分にCFRP製の補強材が取り付けられた。
外部からのリモートキー操作により自動的に駐車できる世界初の「リモートパーキング」、ジェスチャー操作や10.2インチタッチパネルも採用した新世代のiDriveなどの新技術が採用された。先代から搭載された「インテグレイテッド・アクティブ・ステアリング」と呼ばれるシステムはG11/G12でも全車に標準搭載された。車速に応じてステアリングギア比を可変するアクティブ・ステアリングに後輪操舵システム（4WS）を組み合わせており、全長5mを超える車体の大きさであっても、3シリーズ並みの最小回転半径を実現した。前方カメラで路面の凹凸を観察し、ダンパーの減衰力が調整される。可変スタビライザーは、従来油圧式だったものがG11/G12では初めて電動化され「電動アクティブロールスタビライザー」として搭載された。直進中は左右のサスペンションの連結が解除され、乗り心地が優先される。コーナリング中は、状況によって左右のサスペンションの連結が調節され過度の車体の傾斜が抑制される。サスペンションは4輪エアサスが導入され、速度やスポーツモードによって車高が調整された。
後席中央には取り外し可能なサムスン製タブレットが装備され（ロングホイールモデルには標準装備、ショートホイールモデルにはオプション）、タブレット操作で後席から様々な設定が変更できた。エンターテイメント画像のミラーリングはサムスン製デバイスのみの対応となっている。サンルーフに15000個の発光素子が埋め込まれたスカイラウンジがロングホイールベースモデルでオプション設定された。オプションの液晶付リモコンキーにはタッチパネル機能を搭載した液晶画面が搭載され、センターコンソールの指定位置で非接触充電される仕組みになっていた。V12ツインターボエンジンを搭載する「M760Li xDrive」は、Mブランド初のV12モデルであり、エンジンのパワーは本来であれば1000Nmのトルクが達成可能であるが、そのトルクに耐えられるギヤボックスが存在しないためにデチューンされて搭載されている。「M760Li xDrive」の 0-100kmは3.7秒であり、M5やM3より速い加速を実現している。このエンジンはロールス・ロイス・ゴーストとほぼ同一のエンジンである）。
2015年6月、先行して発売されたスポーティな「Mスポーツ」に対極に位置する「デザインピュアエクセレンス」が設定される。「デザインピュアエクセレンス」は高級感を追求したラグジュアリー仕様で、内外装のラグジュアリーパーツが変更されている。室内にアルカンターラのヘッドライナーを採用し、ドアシルプレートには、光沢アルミを使用した。ダッシュボード下側には、専用のステッチが設けられ、ロングホイールベース車の後席足元には、毛並みの豊かなフロアマットが装備された。外観では、フロントフォグランプ上やリアバンパーに、クロームのアクセントが追加されバンパーデザインが変更された。ブレーキキャリパーは落ち着いたマットブラック塗装がなされた。また通常オプションとなるマルチスポークの20インチホイールが標準装備とされた。

### マイナーチェンジ
2019年6月24日、マイナーチェンジモデルが発売。フロント正面のキドニーグリルは面積を40％拡大し、左右ヘッドランプと一連のデザインとし印象的な存在とした。リヤは水平に配置された細長のランプと装飾のガーニッシュを配置して優雅さを主張するデザインが採用された。インテリアでは新型「3シリーズ」や「8シリーズ」でも採用された12.3インチ液晶ディスプレイが用いられた。またAi制御の音声コントロールを可能とした「BMWインテリジェント・パーソナル・アシスタント」が搭載された。運転支援システムも最新のものに更新され、「ハンズ・オフ機能付き渋滞運転システム」や「リバース・アシスト」、制限速度を認識する「トラフィック・サイン・アシスト」機能が取り入れられた。ハンドル支援機能も3眼カメラに変更となり、精度が向上した。乗り心地も改善されている。
プラグインハイブリッドモデルのエンジンが2.0 L直4ターボ（258ps、最大トルク400Nm）から3.0 L直6ターボ（286ps、450Nm）に変更され、車名も「740e」から「745e」へ変更されたほか、ロングホイールベースの「745Le xDrive」も追加された。「750i xDrive」および「750Li xDrive」に搭載される4.4 L V8ターボエンジンが最高出力530ps、最大トルク750Nmにパワーアップされた。

### 日本での販売
2015年10月7日に日本市場で発表された。「740i/Li」「750i/Li」がラインナップされ、エンジンはガソリンエンジン2種類、ディーゼルエンジン1種類と、プラグインハイブリッドを用意。それぞれに8速ATが組み合わされる。プラグインハイブリッド車は少し遅れて導入されることも案内された。欧州と同様に「M sports」と「デザインピュアエクセレンス」が導入された。
2016年10月13日、プラグインハイブリッド車「740e iPerformance」及びトップエンド車「M760Li」の導入が発表された。740iは右ハンドル仕様のみであったが、750iは左ハンドル仕様も輸入された。
2018年3月、BMW 7シリーズの40周年を記念した特別限定車「40 Jahre」（フィアツィッヒ・ヤーレ）を販売。専用に調合されたボディカラーと専用の内装が装備された。200台が生産され、日本には14台が販売された。
2019年6月24日、マイナーチェンジモデルが日本にも導入された。
2019年9月30日、西日本の販売店限定で、「745e M sports Meisterwerk」（マイスターヴェルク）を販売。「ブラックサファイア」が25台、「ルビーレッド」が3台、「スピードイエロー」が1台の計29台が販売された。価格は13645000円 - 14466000円。プラグインハイブリッド車「745e Mスポーツ」をベースとして3色の車体色を用意し、シリアルナンバー入りの専用インテリアバッジや専用色の内外装配色が行われた。
2021年1月29日、BMWオンラインストアで特別仕様車「750Li xDrive Pure Metal Edition」が発売された。「BMW Individualピュアメタリックシルバー」の外装色の車両をベースとし、人間国宝の奥山峰石が制作した、打込象嵌（ぞうがん）の銀板トリムなどが装着された。内装色はスモークホワイト／ナイトブルーのツートン仕様であった。価格は2650万円で販売台数は2台限定であった。桜の花の文様をあしらったつち目打ちの純銀製カップ（2個）が付属する。後席にはエグゼクティブラウンジシートとクールボックスが標準装備された。
| グレード                  | 型式    | 排気量（cc） | エンジン                  | 最高出力（ps/rpm）                  | 最大トルク（kgm/rpm）                         | 変速機 | 駆動方式 |
| ------------------------- | ------- | ------------ | ------------------------- | ----------------------------------- | --------------------------------------------- | ------ | -------- |
| 740e（2016年 - ）         | B48B20B | 1,998        | 直列4気筒DOHCターボ       | 258/5,000 （システムトータル：326） | 40.8/1,550 - 4,400 （システムトータル：51.0） | 8速AT  | 後輪駆動 |
| 740i/740Li                | B58B30A | 2,997        | 直列6気筒DOHCターボ       | 326/5,500                           | 45.9/1,380 - 5,000                            | 8速AT  | 後輪駆動 |
| 750i/750Li                | N63B44C | 4,394        | V型8気筒DOHCツインターボ  | 450/5,500                           | 66.3/1,800 - 4,500                            | 8速AT  | 後輪駆動 |
| M760Li xDrive (2017年 - ) | N74B66B | 6,591        | V型12気筒DOHCツインターボ | 610/5,500 - 6,500                   | 81.6/1,550 - 5,000                            | 8速AT  | 四輪駆動 |

| グレード    | 型式    | 排気量（cc） | エンジン                      | 最高出力（ps/rpm） | 最大トルク（kgm/rpm） | 変速機 | 駆動方式 |
| ----------- | ------- | ------------ | ----------------------------- | ------------------ | --------------------- | ------ | -------- |
| 740i        | B58B30C | 2,997        | 直列6気筒DOHCターボ           | 340/5,500          | 45.9/1,500 - 5,500    | 8速AT  | 後輪駆動 |
| 740d xDrive | B57D30B | 2,992        | 直列6気筒DOHCディーゼルターボ | 320/4,400          | 69.3/1,750 - 2,250    | 8速AT  | 四輪駆動 |
| 745e        | B58B30C | 2,997        | 直列6気筒DOHCターボ           | 286/5,000          | 45.9/1,500 - 3,500    | 8速AT  | 後輪駆動 |
| 750i        | N63B44D | 4,394        | V型8気筒DOHCツインターボ      | 530/5,500          | 76.5/1,800 - 4,600    | 8速AT  | 後輪駆動 |

| グレード      | 型式    | 排気量（cc） | エンジン                      | 最高出力（ps/rpm） | 最大トルク（kgm/rpm） | 変速機 | 駆動方式 |
| ------------- | ------- | ------------ | ----------------------------- | ------------------ | --------------------- | ------ | -------- |
| 740Li         | B58B30C | 2,997        | 直列6気筒DOHCターボ           | 340/5,500          | 45.9/1,500 - 5,500    | 8速AT  | 後輪駆動 |
| 740Ld xDrive  | B57D30B | 2,992        | 直列6気筒DOHCディーゼルターボ | 320/4,400          | 69.3/1,750 - 2,250    | 8速AT  | 四輪駆動 |
| 745Le xDriive | B58B30C | 2,997        | 直列6気筒DOHCターボ           | 286/5,000          | 45.9/1,500 - 3,500    | 8速AT  | 四輪駆動 |
| 750Li         | N63B44D | 4,394        | V型8気筒DOHCツインターボ      | 530/5,500          | 76.5/1,800 - 4,600    | 8速AT  | 後輪駆動 |
| M760Li xDrive | N74B66C | 6,591        | V型12気筒DOHCツインターボ     | 609/5,500          | 86.7/1,550 - 5,000    | 8速AT  | 四輪駆動 |

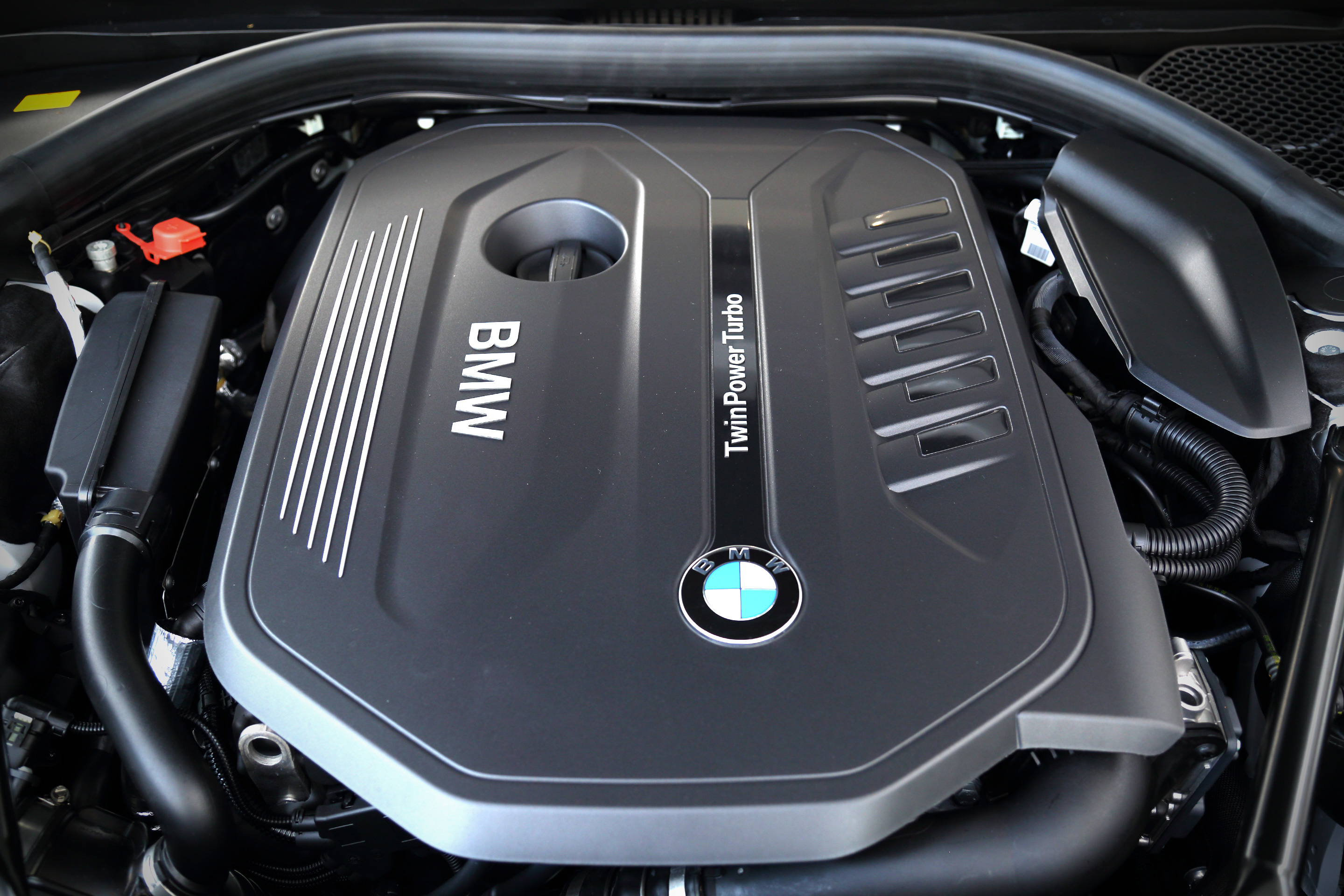
740iのエンジン
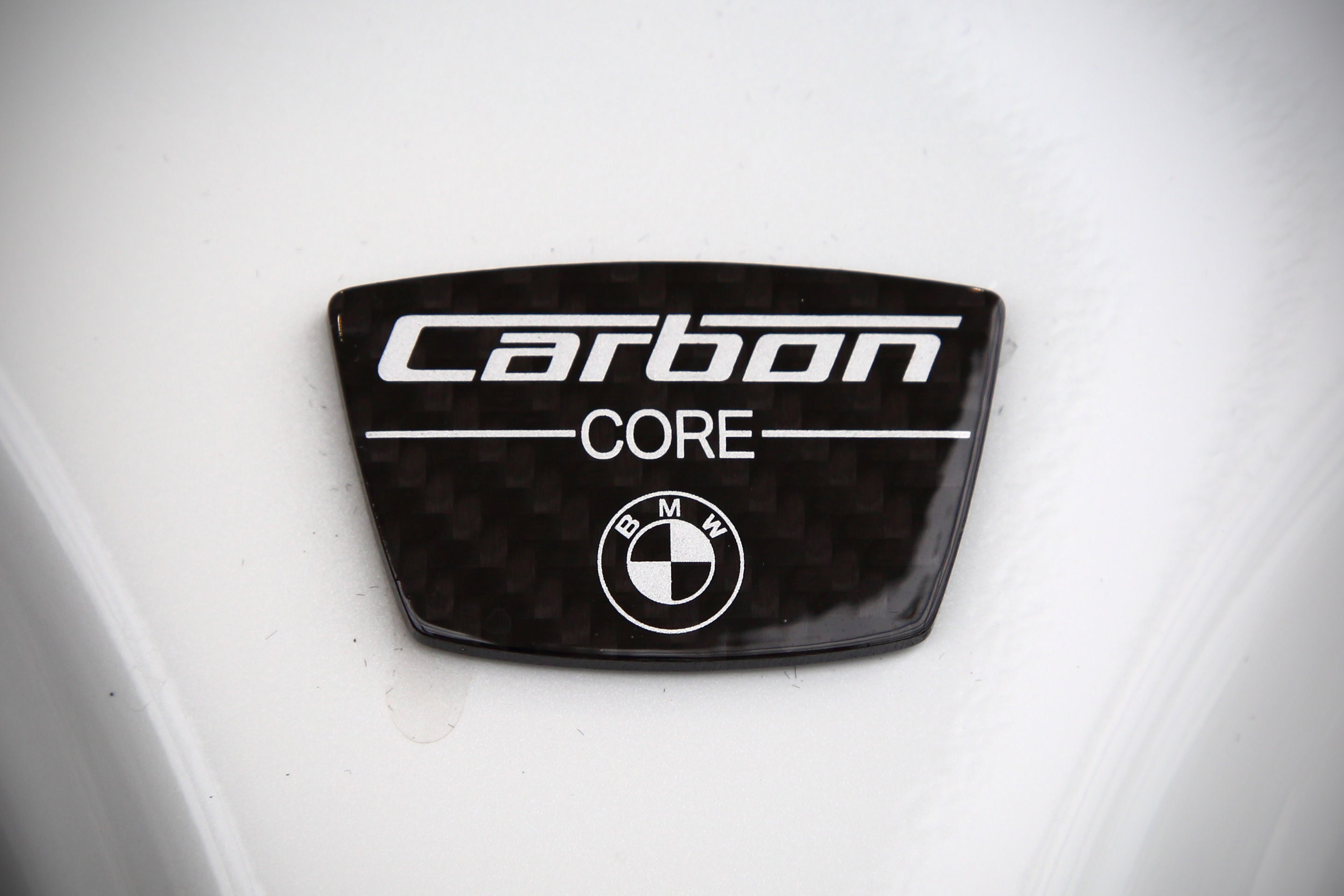
Bピラーに所在するカーボン・コア使用を示すエンブレム。
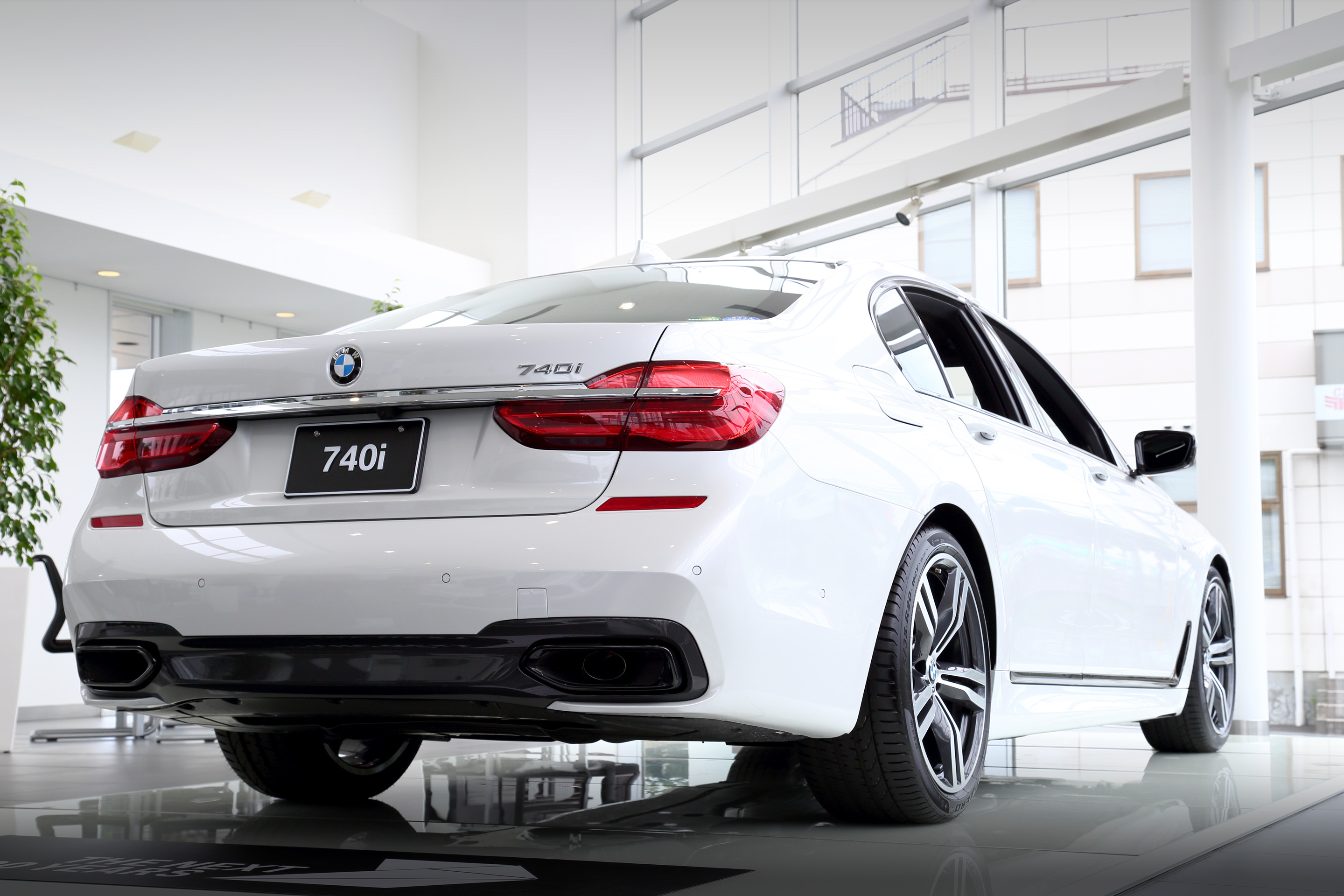
740i 右後部(前期型)
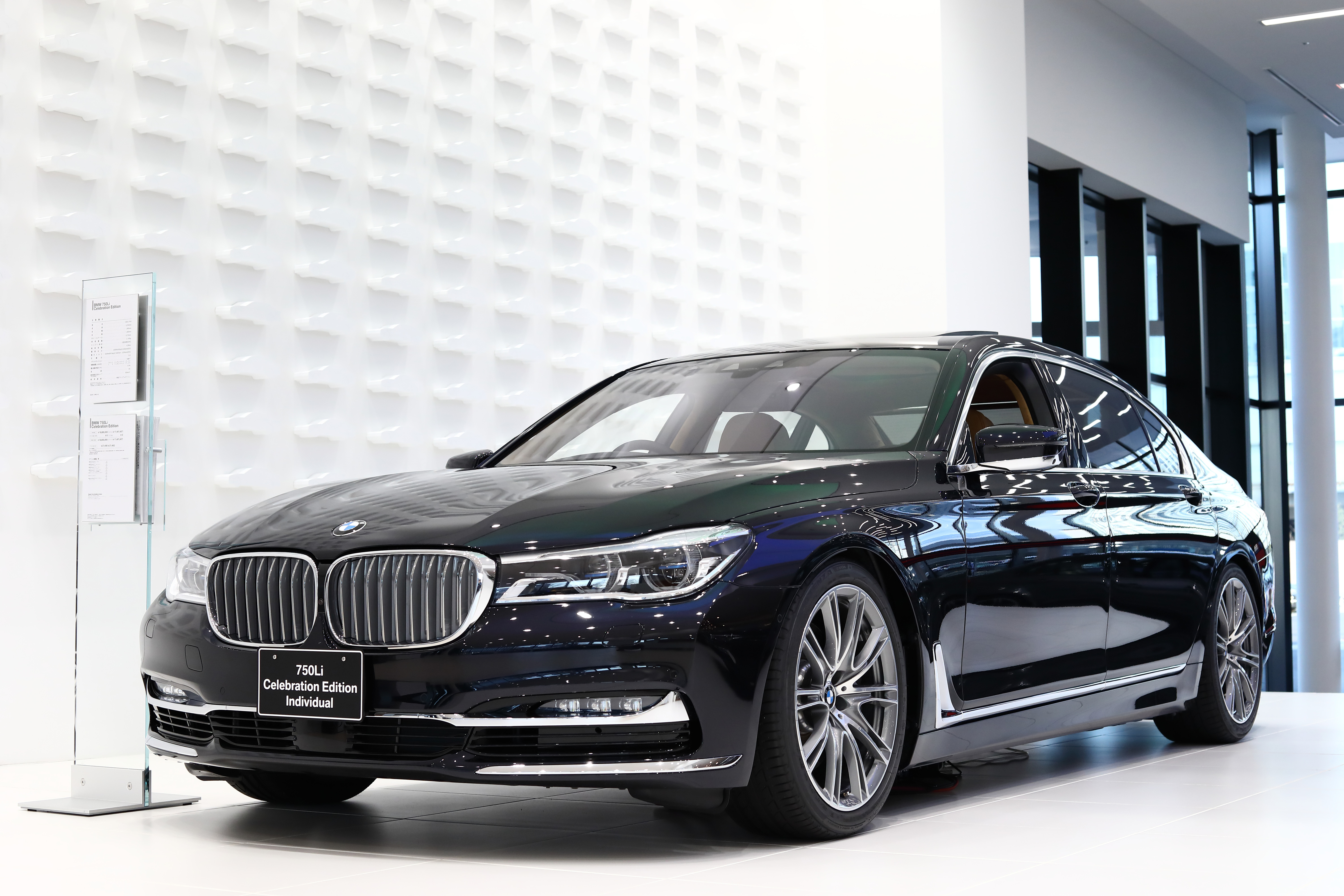
750Li(前期型)
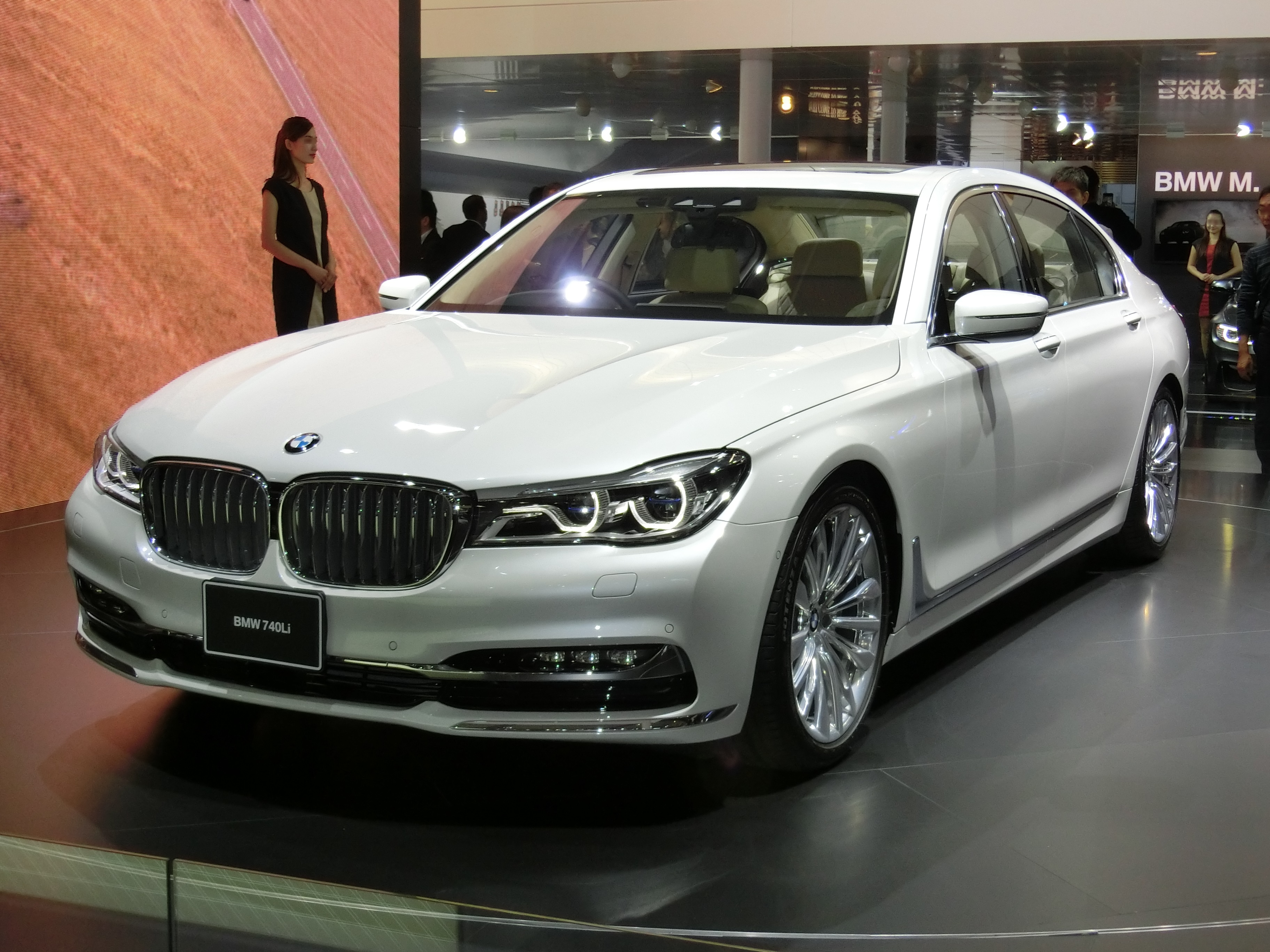
第44回東京モーターショー出品車

## 7代目 G70（2022年 - ）
2022年4月20日に、第7世代となる7シリーズが発表された。ロングホイールベースのモデルのみが設定され、モデルコードはG70。エンジンはガソリンエンジン2種類、ディーゼルエンジン1種類、プラグインハイブリッドが用意され、それぞれに8速ATが組み合わされる。また、シリーズ初のEV（i7）も用意された。一方で、先代まで存在したV型12気筒ガソリンエンジン車はラインナップされていない。ガソリンエンジンには18馬力、200Nmを発生するモーターが組み合わされた。4つのドア全てに開閉が自動となる自動ドアが採用された。
ボディサイズは先代のロングホイールベースバージョンと比較して、全長が約130mm、全幅が約50mm、全高が約55mm拡大された。また、エクステリアデザインでは、新型BMW・X7にも採用された、上下に分割されたヘッドライトが採用された。